# Medvemakákó
A medvemakákó (Macaca arctoides) a cerkóffélék családjába (Cercopithecidae), azon belül pedig a cerkófmajomformák alcsaládjába (Cercopithecinae) tartozó faj.

## Előfordulása
Kambodzsa, Kína, India, Laosz, Malajzia, Mianmar, Thaiföld és Vietnám területén honos, Bangladesből már kihalt.

## Megjelenése
A testhossza 52-65 centiméter, a súlya 10,2 kilogramm. A hímnek nagy szemfoga van.

## Életmódja
A medvemakákó étlapján szerepelnek magok, levelek, édes vízi rákok, békák, madár tojások és rovarok. A medvemakákó kb 30 évig él.

## Lásdmég
- Britches egy kísérletí példánya a medvemakákónak.